# Morální realismus
Morální realismus (moral realism) je moderní anglosaské označení pro filozofický názor či směr, podle něhož jsou morální pojmy reálné a morální soudy se tudíž opírají o poznání objektivních morálních hodnot. Tvrzení, že vražda je špatná, je právě tak pravdivé, jako tvrzení, že tráva je zelená.
Přesvědčení o skutečné platnosti mravních norem zastával Platón i Aristotelés, podle nichž je zlo důsledkem nedostatečného poznání. Pro křesťanské myslitele jsou tyto normy dány pravdivým Božím zjevením, pro většinu filozofů raného novověku jsou dány lidskou přirozeností. Naproti tomu antičtí skeptici, například Pyrrhón z Élidy, možnost takového poznání popírali a morálku pokládali za lidskou konvenci.
V současné době se morální realisté hlásí ke kognitivismu, to jest k přesvědčení, že pravdivé poznání je možné, a navíc předpokládají, že morální hodnoty existují. Mezi morální realisty patří George Edward Moore, Ayn Randová, Alasdair MacIntyre, Leo Strauss nebo Thomas Nagel. Naproti tomu jiné teorie morálky soudí, že mravní soudy nepopisují fakta, nýbrž vyjadřují hodnotící postoje k nim (expresionismus: Hare, Ayer), jiní je pokládají za společensky užitečné fikce. Většina soudobých myslitelů zdůrazňuje situační povahu morálních soudů (mluvit pravdu na gestapu je špatné), případně je pokládají za relativní (John Rawls, Richard Rorty). Není však snadné říci, vůči čemu jsou relativní.